# Абишему II
Абишему II (финик. Abi-shemu) — царь Библа в XVIII веке до н. э.

## Биография
Абишему II принадлежал к династии правителей Библа, основанной Абишему I. Преемственность её представителей после царя Ипшемуаби I точно не известна. Она устанавливается только на соотнесении правлений того или иного монарха с правлениями египетских фараонов, артефакты с именами которых находят в царских захоронениях. В результате этого одна часть современных историков считает преемником Ипшемуаби I царя Якинэля, другая — Абишему II. Первые исследователи датируют правление Абишему II концом XVIII века до н. э. (иногда более точно: между 1720 и 1700 годом до н. э.), называя царя Илимияни его предшественником, а Ипшемуаби II — преемником. Вторые считают, что Абишему II правил в первой половине XVIII века до н. э., и что его преемником был Якинэль.
Гробница царя Абишему II (захоронение № IX) находится на территории царского некрополя Библа.